# Oosterkade (Leeuwarden)
De Oosterkade is een straat in het centrum van Leeuwarden in de provincie Friesland. De Oosterkade loopt vanaf de Nieuwekade en de Tuinen tot aan de "Gedempte Keizersgracht" en "Keizersgracht" waar hij in overgaat. Naast de Oosterkade ligt de "Ooster Stadsgracht" met daarachter de "Oosterstadsgrachtwal". Zijstraat van de Oosterkade zijn de "Droevendaal", "Oosterkadesteeg" en de "Nieuwe Oosterstraat". De straat is ongeveer 340 meter lang. Aan de Oosterkade liggen een aantal gemeentelijke- en rijksmonumentale panden.

## Trivia
- Van 1838 tot 2002 was het kantongerecht Leeuwarden een van de kantongerechten in Nederland. Lange tijd was het gevestigd aan de Oosterkade in Leeuwarden.